# جروسأيبشتات
جروسأيبشتات هي بلدية في ألمانيا، تقع في Rhön-Grabfeld ‏، بلغ عدد سكانها 1,172  نسمة وذلك حسب إحصائيات سنة 1987، تبلغ مساحتها 16.64 كيلومتر مربع، رمزها البريدي هو 97633.